# Burmjapyx punamuensis
Burmjapyx punamuensis är en urinsektsart som först beskrevs av Pages 1952.  Burmjapyx punamuensis ingår i släktet Burmjapyx och familjen Japygidae. Inga underarter finns listade.